# UTC+14
UTC+14 je vremenska zona.

## Kao standardno vreme (cele godine)
- Kiribati
  - Linijska ostrva (uključujući Kiritimati (Božićno ostrvo)) (od 1995)

## Istorija
Kiribati su 1. januara 1995. istočnu polovinu svoje teritorije pomerili iz zona UTC−11 i UTC−10 u zone UTC+13 i do tada nepostojeću UTC+14; time je i Međunarodna datumska linija pomerena da bi ih okružila.